# Llobera
Llobera – gmina w Hiszpanii, w prowincji Lleida, w Katalonii, o powierzchni 38,9 km². W 2011 roku gmina liczyła 206 mieszkańców.